# Cuộn khử nhiễu

Đầu một cáiUSB cable

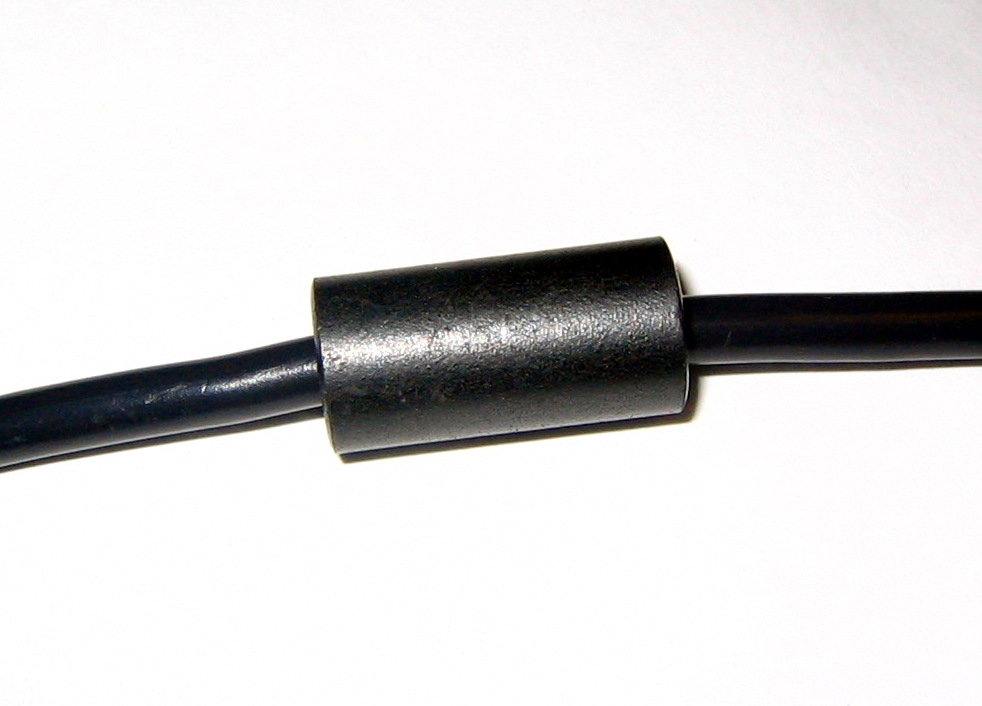
đầu bị lột vỏ rồi

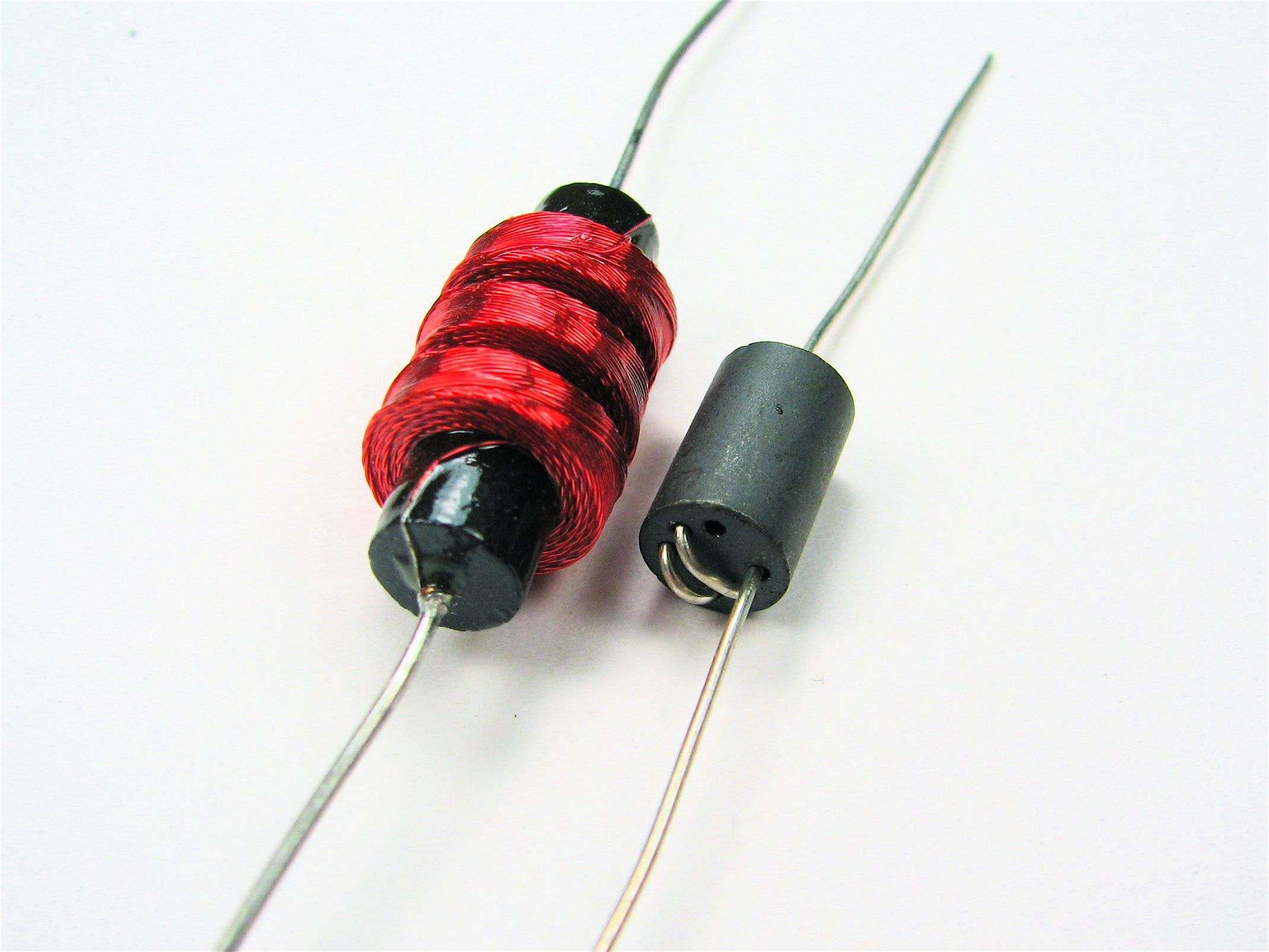
một cái RF dẵn

Một cái đầu ferit hay ống khử nhiễu là một thiết bị điện thụ động dùng khử dòng tần số cao trong mạch điện tử/ Đầu feri này hoạt động dựa trên nguyên tắc hấp thụ triệt để dòng cao tần trong các ống feri nhằm xây dựng nên thiết bị khử nhiễu cao tần/ Có nhiều tên gọi khác nhau như khóa feri, lõi feri, vòng feri, lọc feri, sốc feri và cũng có cả gọi lỗi như gọi thành fero.

## Tổng quan
Đầu này cũng sử dụng như bọ lọc thấp dải, hình dạng vật lý và tính chất điện từ của vòng tạo nên trở kháng cao đối với tín hiệu cao tần, làm suy giảm nó (nhắc lại là ZL=L*2pi*f và ZC=1/C*2pi*f). Năng lượng phản hồi lại cáp, hoặc hấp thụ vào lõi feri và chuyển dạng nhiệt tiêu hao. Chỉ trường hợp cực gay cấn, nhiệt không loại bỏ mà phải nhúng nước.